# (26125) 1992 RG
1992 أر جي (ويعرف أيضًا باسم (26125) 1992 أر جي وفق تسمية الكوكب الصغير) (بالإنجليزية: 1992 RG)‏ هو كويكب ضمن حزام الكويكبات؛ وترتيبه 26125 من حيث الاكتشاف.
اكتُشف هذا الجُرم الفلكي بواسطة Satoru Otomo ‏ في 3 سبتمبر 1992.

## وصلات خارجية
- (26125) 1992 RG في قاعدة بيانات مختبر الدفع النفاث لأجرام النظام الشمسي الصغيرة

- الاكتشاف · مخطط المدار ·  العناصر المدارية · المعلمات المادية

- (26125) 1992 RG على موقع ويكي سكاي: DSS2, SDSS, GALEX, IRAS, Hydrogen α, X-Ray, Astrophoto, Sky Map, Articles and images